# Władimir Samojłow (łyżwiarz figurowy)
Władimir Siergiejewicz Samojłow, Vladimir Samoilov (ros. Владимир Сергеевич Самойлов; ur. 13 maja 1999 w Moskwie) – rosyjsko-polski łyżwiarz figurowy reprezentujący Polskę od 2021 roku, startujący w konkurencji solistów. Uczestnik mistrzostw świata i Europy, czterokrotny mistrz Polski (2022, 2023, 2024, 2025).
Zadebiutował w barwach reprezentacji Polski podczas zawodów Golden Spin of Zagreb 2021, gdzie zajął 18. miejsce.

## Życie prywatne
Samoiłow urodził się 13 maja 1999 roku w Moskwie. Ma starszą siostrę, Katarinę, która jest trenerką łyżwiarstwa figurowego. W październiku 2021 roku przeprowadził się do Włoch w celach treningowych. Poza łyżwiarstwem figurowym Władimir interesuje się również piłką nożną oraz grami komputerowymi.

## Osiągnięcia

### Polska
| Zawody                       | 21–22          | 22–23          | 23–24          | 24–25          |                |                |                |                |                |                |                |                |                |                |                |                |                |
| Międzynarodowe               | Międzynarodowe | Międzynarodowe | Międzynarodowe | Międzynarodowe | Międzynarodowe | Międzynarodowe | Międzynarodowe | Międzynarodowe | Międzynarodowe | Międzynarodowe | Międzynarodowe | Międzynarodowe | Międzynarodowe | Międzynarodowe | Międzynarodowe | Międzynarodowe | Międzynarodowe |
| ---------------------------- | -------------- | -------------- | -------------- | -------------- | -------------- | -------------- | -------------- | -------------- | -------------- | -------------- | -------------- | -------------- | -------------- | -------------- | -------------- | -------------- | -------------- |
| Mistrzostwa świata           | 27             | 33             | 31             | 23             |                |                |                |                |                |                |                |                |                |                |                |                |                |
| Mistrzostwa Europy           |                | 17             | 8              | 10             |                |                |                |                |                |                |                |                |                |                |                |                |                |
| GP Finlandia Trophy          |                |                |                | 8              |                |                |                |                |                |                |                |                |                |                |                |                |                |
| CS Budapest Trophy           |                | 7              | 6              | 8              |                |                |                |                |                |                |                |                |                |                |                |                |                |
| CS Golden Spin of Zagreb     | 18             | WD             | 5              | 6              |                |                |                |                |                |                |                |                |                |                |                |                |                |
| CS Memoriał Ondreja Nepeli   |                | 6              | 10             |                |                |                |                |                |                |                |                |                |                |                |                |                |                |
| CS Warsaw Cup                |                | 7              |                | 1              |                |                |                |                |                |                |                |                |                |                |                |                |                |
| Bavarian Open                | 1              |                |                |                |                |                |                |                |                |                |                |                |                |                |                |                |                |
| International Challenge Cup  |                | 12             | 5              |                |                |                |                |                |                |                |                |                |                |                |                |                |                |
| Volvo Open Cup               |                | 1              | 1              | 2              |                |                |                |                |                |                |                |                |                |                |                |                |                |
| Road to 26 Trophy            |                |                |                | 4              |                |                |                |                |                |                |                |                |                |                |                |                |                |
| Mistrzostwa czterech narodów | 3              | 1              |                |                |                |                |                |                |                |                |                |                |                |                |                |                |                |
| Krajowe                      |                |                |                |                |                |                |                |                |                |                |                |                |                |                |                |                |                |
| Mistrzostwa Polski           | 1              | 1              | 1              | 1              |                |                |                |                |                |                |                |                |                |                |                |                |                |

### Rosja
| Zawody                                | 12–13                                 | 13–14                                 | 14–15                                 | 15–16                                 | 16–17                                 | 17–18                                 | 18–19                                 | 19–20                                 |                                       |                                       |                                       |                                       |                                       |                                       |                                       |                                       |                                       |                                       |
| Międzynarodowe: Kategorie młodzieżowe | Międzynarodowe: Kategorie młodzieżowe | Międzynarodowe: Kategorie młodzieżowe | Międzynarodowe: Kategorie młodzieżowe | Międzynarodowe: Kategorie młodzieżowe | Międzynarodowe: Kategorie młodzieżowe | Międzynarodowe: Kategorie młodzieżowe | Międzynarodowe: Kategorie młodzieżowe | Międzynarodowe: Kategorie młodzieżowe | Międzynarodowe: Kategorie młodzieżowe | Międzynarodowe: Kategorie młodzieżowe | Międzynarodowe: Kategorie młodzieżowe | Międzynarodowe: Kategorie młodzieżowe | Międzynarodowe: Kategorie młodzieżowe | Międzynarodowe: Kategorie młodzieżowe | Międzynarodowe: Kategorie młodzieżowe | Międzynarodowe: Kategorie młodzieżowe | Międzynarodowe: Kategorie młodzieżowe | Międzynarodowe: Kategorie młodzieżowe |
| ------------------------------------- | ------------------------------------- | ------------------------------------- | ------------------------------------- | ------------------------------------- | ------------------------------------- | ------------------------------------- | ------------------------------------- | ------------------------------------- | ------------------------------------- | ------------------------------------- | ------------------------------------- | ------------------------------------- | ------------------------------------- | ------------------------------------- | ------------------------------------- | ------------------------------------- | ------------------------------------- | ------------------------------------- |
| JGP w Estonii                         |                                       |                                       | 6                                     |                                       |                                       |                                       |                                       |                                       |                                       |                                       |                                       |                                       |                                       |                                       |                                       |                                       |                                       |                                       |
| JGP w Hiszpanii                       |                                       |                                       |                                       | 6                                     |                                       |                                       |                                       |                                       |                                       |                                       |                                       |                                       |                                       |                                       |                                       |                                       |                                       |                                       |
| JGP we Włoszech                       |                                       |                                       |                                       |                                       |                                       | 2                                     |                                       |                                       |                                       |                                       |                                       |                                       |                                       |                                       |                                       |                                       |                                       |                                       |
| Minsk-Arena Ice Star                  |                                       |                                       |                                       | 1 J                                   |                                       |                                       |                                       |                                       |                                       |                                       |                                       |                                       |                                       |                                       |                                       |                                       |                                       |                                       |
| Krajowe                               |                                       |                                       |                                       |                                       |                                       |                                       |                                       |                                       |                                       |                                       |                                       |                                       |                                       |                                       |                                       |                                       |                                       |                                       |
| Mistrzostwa Rosji                     |                                       |                                       |                                       |                                       | 17                                    | 6                                     | 11                                    | 15                                    |                                       |                                       |                                       |                                       |                                       |                                       |                                       |                                       |                                       |                                       |
| Mistrzostwa Rosji juniorów            | 16                                    | 7                                     | 4                                     | 18                                    |                                       | 7                                     |                                       |                                       |                                       |                                       |                                       |                                       |                                       |                                       |                                       |                                       |                                       |                                       |